# Ordine onorario della Stella gialla
L'Ordine Onorario della Stella Gialla è il più alto ordine cavalleresco del Suriname.

## Storia
L'Ordine è stato istituito nel 1975 per sostituire l'Ordine del Leone dei Paesi Bassi.

## Classi
L'Ordine è suddiviso nelle seguenti classi di benemerenza:
- Gran Cordone
- Grand'Ufficiale
- Commendatore
- Ufficiale
- Cavaliere
- Medaglia Onoraria in Argento
- Medaglia Onoraria in Oro

## Insegne
Il nastro è rosso con bordi bianchi.

## Altri progetti

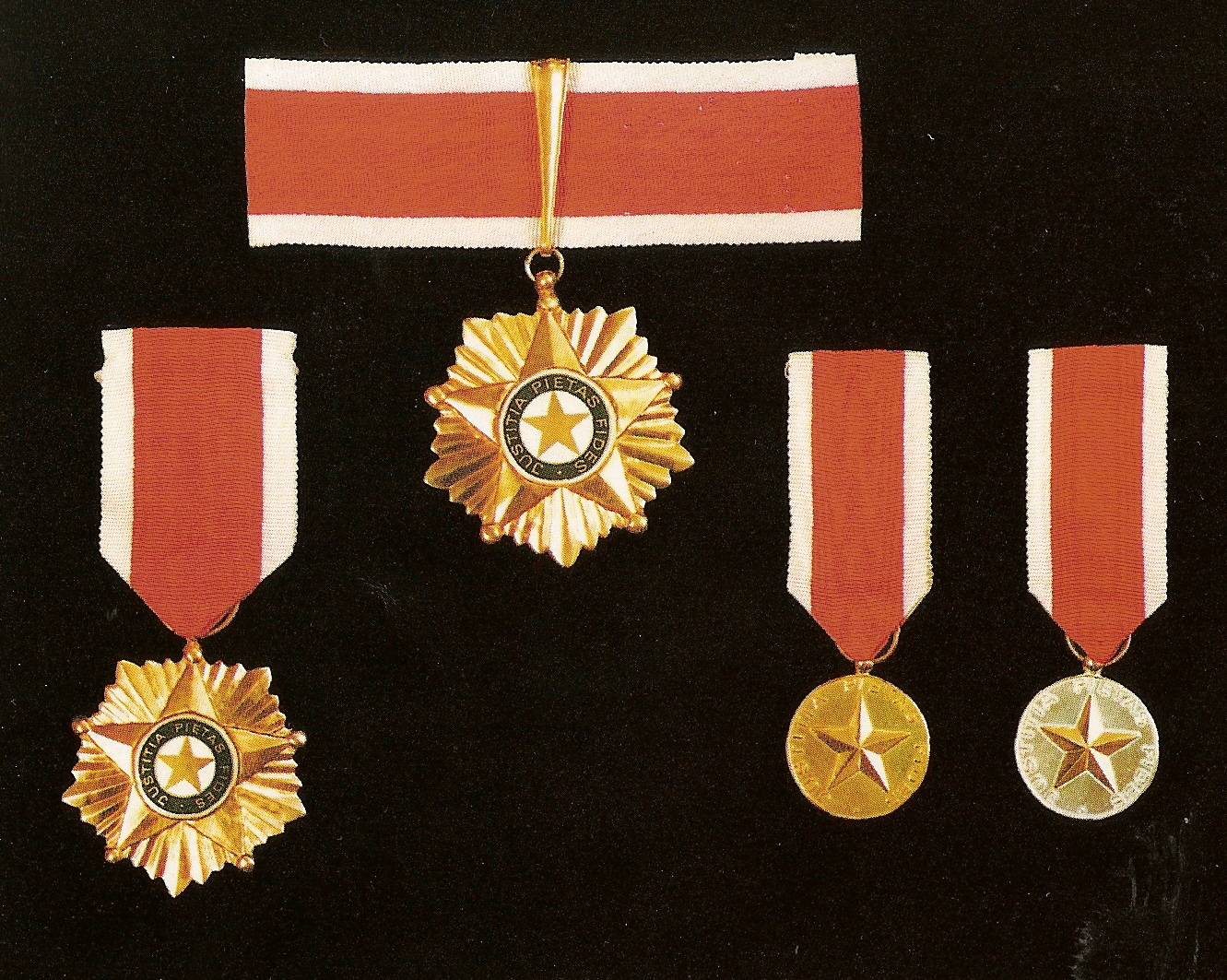
Insegne dell'Ordine